# شانک‌ماهی سیاه ژاپنی
شانک‌ماهی سیاه ژاپنی (نام علمی: Acanthopagrus schlegelii schlegelii) نام یک زیرگونه از تیره شانک‌ماهیان است.